# Fleury-la-Rivière
Fleury-la-Rivière is een gemeente in het Franse departement Marne (regio Grand Est) en telt 517 inwoners (1999). De plaats maakt deel uit van het arrondissement Épernay.

## Geografie
De oppervlakte van Fleury-la-Rivière bedraagt 8,0 km², de bevolkingsdichtheid is 64,6 inwoners per km².
De onderstaande kaart toont de ligging van Fleury-la-Rivière met de belangrijkste infrastructuur en aangrenzende gemeenten.

## Demografie
Onderstaande figuur toont het verloop van het inwonertal (bron: INSEE-tellingen).